# Black Eyed Peas
Black Eyed Peas (w latach 2003–2018 The Black Eyed Peas) – amerykański zespół hip-hopowy, powstały w Los Angeles w 1995. W skład zespołu wchodzą: Will.i.am, Taboo i Apl.de.ap. W zespole od 1998 do 2000 występowała Kim Hill, a w latach 2003–2018 Fergie.
Zespół zadebiutował w 1998 krążkiem Behind the Front, który nie odniósł sukcesu, podobnie jak Bridging the Gap (2000). Od premiery trzeciego wydawnictwa Elephunk (2003) grupa sprzedała ponad 75 mln płyt na całym świecie. Album Monkey Business (2005) uzyskał certyfikat czterokrotnie platynowej płyty za wysoką sprzedaż w USA. W 2011 potwierdzono, że zespół sprzedał najwięcej plików muzycznych w historii (42 mln egzemplarzy).
W 2009 zespół wydał single „Boom Boom Pow” i „I Gotta Feeling”, a piosenki zajmowały przez niemal pół roku pierwsze miejsca na amerykańskiej liście przebojów Billboard Hot 100. Promowany przez te utwory album pt. The E.N.D osiągnął sukces komercyjny i m.in. uzyskał certyfikat pięciokrotnie platynowej płyty w Kanadzie i trzykrotnie platynowej płyty we Francji. W lipcu 2011 podczas jednego z koncertów w Anglii Fergie ogłosiła zawieszenie działalności zespołu, jednak wkrótce formacja wznowiła działalność. We wrześniu 2016 nagrali nową wersję swojego przeboju „Where Is the Love?”, tym razem z udziałem innych wykonawców, m.in. Tori Kelly i Jessie J. W 2020 wydali album pt. Translation.

## Historia

### 1988–2000: Początki
Historia zespołu sięga roku 1988 kiedy to William Adams (will.i.am) i Allan Pineda (Apl.de.ap) chodzili do ósmej klasy szkoły podstawowej i spotykali się aby rapować w Los Angeles. Przed powstaniem Black Eyed Peas, zespół tworzył grupę Atban Klann. Muzycy podpisali wtedy kontrakt z wytwórnią Ruthless Records, którą kierował Eazy-E. Po jego śmierci zespół rozpadł się, ale przedtem nagrał płytę Grass Roots promowaną jednym singlem „Puddles of H2O” (z niewiadomych powodów wydanie płyty wstrzymano).
Gdy została przyjęta nowa nazwa zespołu, Dante Santiago odszedł i został zastąpiony przez rapera Taboo i soulową piosenkarkę Kim Hill, która w 2000 roku opuściła zespół z powodu ciąży. Po podpisaniu umowy z Interscope Records pod koniec lat 90. XX w., wydali swój pierwszy album zatytułowany Behind the Front, a dwa lata później Bridging the Gap. Oba krążki nie zdobyły sukcesu komercyjnego.

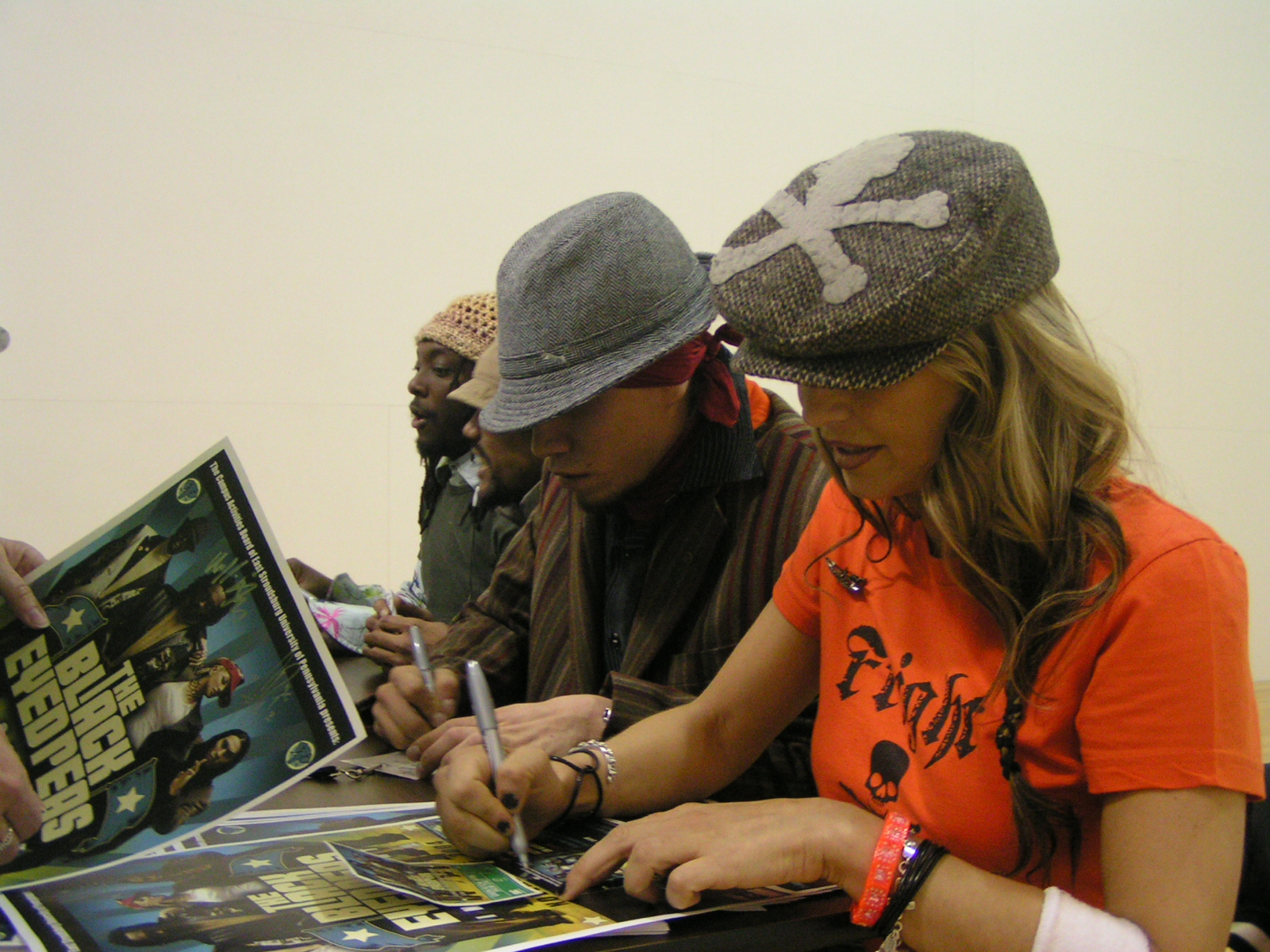
Black Eyed Peas (Elephunk)

### 2001–2004:Elephunk
Trzeci album Elephunk grupa nagrywała niemal dwa lata. Jego premiera miała miejsce 24 czerwca 2003. Jest to pierwsza płyta nagrana z byłą wokalistką grupy Wild Orchid, Stacy Ferguson znaną także jako Fergie. Wcześniej propozycję dołączenia do zespołu złożono Nicole Scherzinger, wokalistce girlsbandu The Pussycat Dolls, jednak ta odmówiła.
Z albumu wydano antywojenną piosenkę „Where Is the Love?”, która zadebiutowała na 8. miejscu na liście Billboard Hot 100. W Australii przez sześć tygodni utrzymywała się na 6. pozycji. Drugi singiel „Shut Up”, zadebiutował na miejscu 2. w Wielkiej Brytanii. Zdobył platynową płytę w USA, Wielkiej Brytanii i Niemczech. Trzeci „Hey Mama”, w Australii zajął 5. miejsce, a w Wielkiej Brytanii 10. W Niemczech zadebiutował na 23. miejscu. „Let’s Get It Started”, w 2005 zdobył Nagrodę Grammy, i otrzymał dwie nominacje w kategorii „Record of the Year” (Nagranie roku) i „Best Rap Song” (Najlepsza piosenka rap).
W 2004 zespół wspierał kampanię prezydencką Johna Kerry’ego. Także w tym samym roku wydane zostało pierwsze DVD Behind the Bridge to Elephunk, zawierające teledyski do singli z lat 1997–2004.

### 2005–2007:Monkey Business

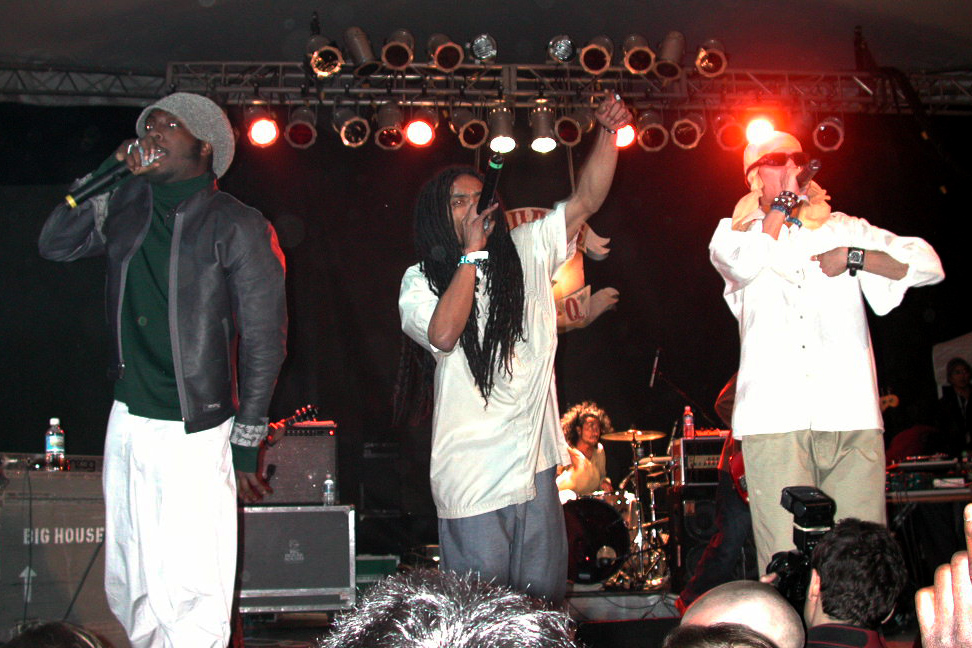
Black Eyed Peas na koncercie (2001)

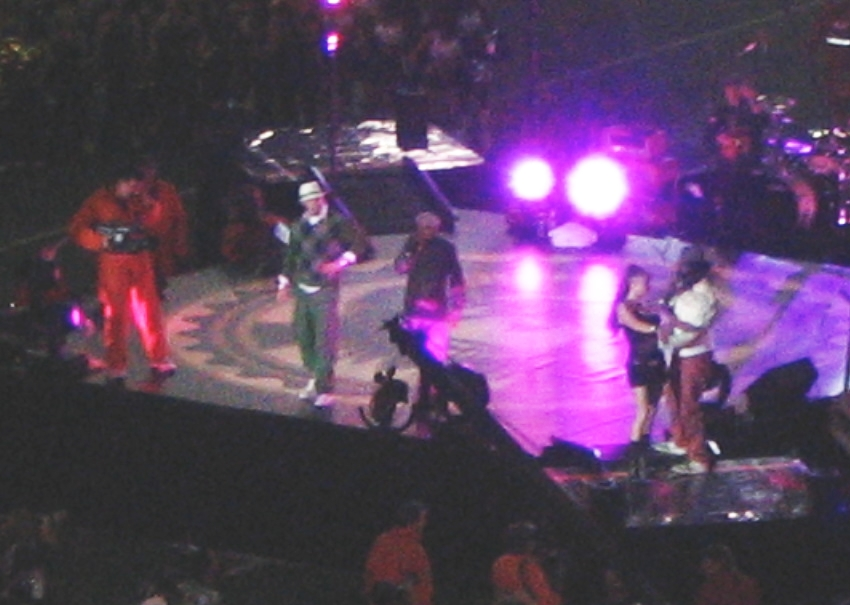
Grupa na koncercie (2006)

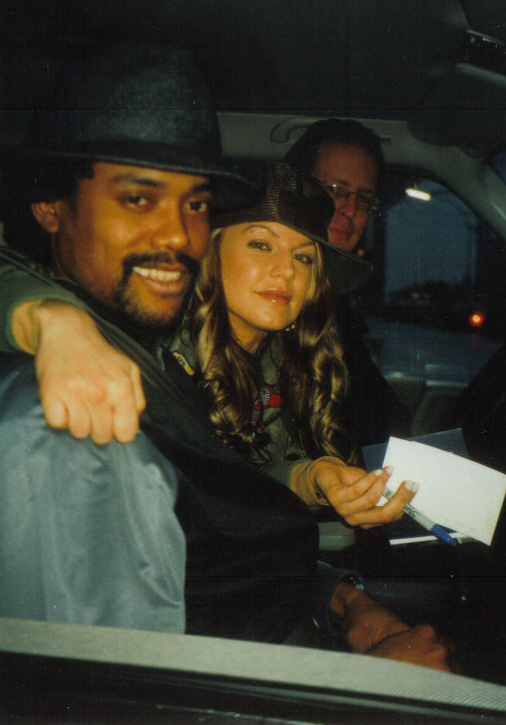
Członkowie zespołu: Apl.de.ap i Fergie.

Czwarty krążek Monkey Business wydany został 7 czerwca 2005. Pierwszy singiel „Don’t Phunk with My Heart” stał się hitem w USA, osiągając 3. pozycję na US Hot 100. Piosenka osiągnęła najwyższe miejsce w Stanach Zjednoczonych, jednak w 2009 została wyparta przez „Boom Boom Pow”, który zadebiutował na szczytowej liście w Billboard Hot 100. W Kanadzie zajęła 3. miejsce, a w Australii przez trzy tygodnie pozostawała na miejscu 1.. Singiel zdobył Nagrodę Grammy. Niektóre stacje radiowe grały jego ocenzurowaną wersję pt. „Don’t Mess with My Heart”. „Don’t Lie” – drugi singiel z płyty, osiągnął 14. pozycję. Nieco większy sukces odniósł w Australii i Wielkiej Brytanii, gdzie osiągnął pozycję 6. „My Humps” – kolejna piosenka natychmiast osiągnęła sukces komercyjny w USA. W Australii stała się numerem 1. Kompozycja zyskała mieszane recenzje. John Bush z AllMusic określił ją jako „jeden z najbardziej żenujących rapów w tysiącleciu”. Pomimo krytyki wydawnictwo zadebiutowało na numerze drugim w Stanach Zjednoczonych, sprzedając się w ponad 295 000 egzemplarzy w pierwszym roku od wydania, aby później otrzymać certyfikat potrójnej platyny przyznanej przez „RIAA”. Ostatnim singlem wydanym z krążka został „Pump It”, który zajął pierwszą pozycję w Belgii i Grecji.
W 2005 zespół wystąpił gościnnie w filmie Be Cool. W grudniu tego samego roku Black Eyed Peas wyruszyli jako support trasy koncertowej „European Tour” z Gwen Stefani.
28 marca 2006, grupa wydała remix-album zatytułowany Renegotiations: The Remixes, który zawiera remiksy piosenek z płyty Monkey Business. Pod koniec miesiąca zespół wyruszył w trasę sponsorowana przez Hondę, Honda Civic Tour. W czasie jej trwania Fergie zaprezentowała kilka piosenek ze swojej nadchodzącej solowej płyty The Dutchess, której premiera miała miejsce 13 października 2006.
Kilka miesięcy później zespół nagrał z Sergio Mendesem utwór „Mas Que Nada” na jego album „Timeless” (2006). Piosenka używana jest w grze komputerowej Mistrzostwa Świata FIFA 2006 oraz w reklamach Joga Bonito. W grudniu tego samego roku, Black Eyed Peas wydali swoje drugie DVD Live from Sydney to Vegas, z zapisem trasy koncertowej Monkey Business Tour.
W 2007 roku, grupa rozpoczęła Black Blue & You Tour, odwiedzając ponad 20 krajów, w tym Makau, Szwecję, Polskę, Rumunię, Węgry, RPA, Koreę Południową, Malezję, Indie, Indonezję, Izrael, Singapur, Chiny, Rosję, Kazachstan, Australię, Nigerię, Meksyk, Tajlandię, Wenezuelę, Gwatemalę, Nikaraguę, Kostarykę, Argentynę, Filipiny, Salwador i Brazylię. Trasa była sponsorowana przez koncern Pepsi.
7 lipca 2007 zespół wystąpił na stadionie Wembley w Londynie. Na stadionie Will.i.am wykonał dwie nowe piosenki „Help Us Out” i „S.O.S. (Mother Nature)”, które znalazły się na jego trzecim albumie Songs About Girls. Ostatni koncert w Polsce grupa zagrała 17 września 2007 w Amfiteatrze Parku Sowińskiego w Warszawie.

### 2009–2011:The E.N.DiThe Beginning

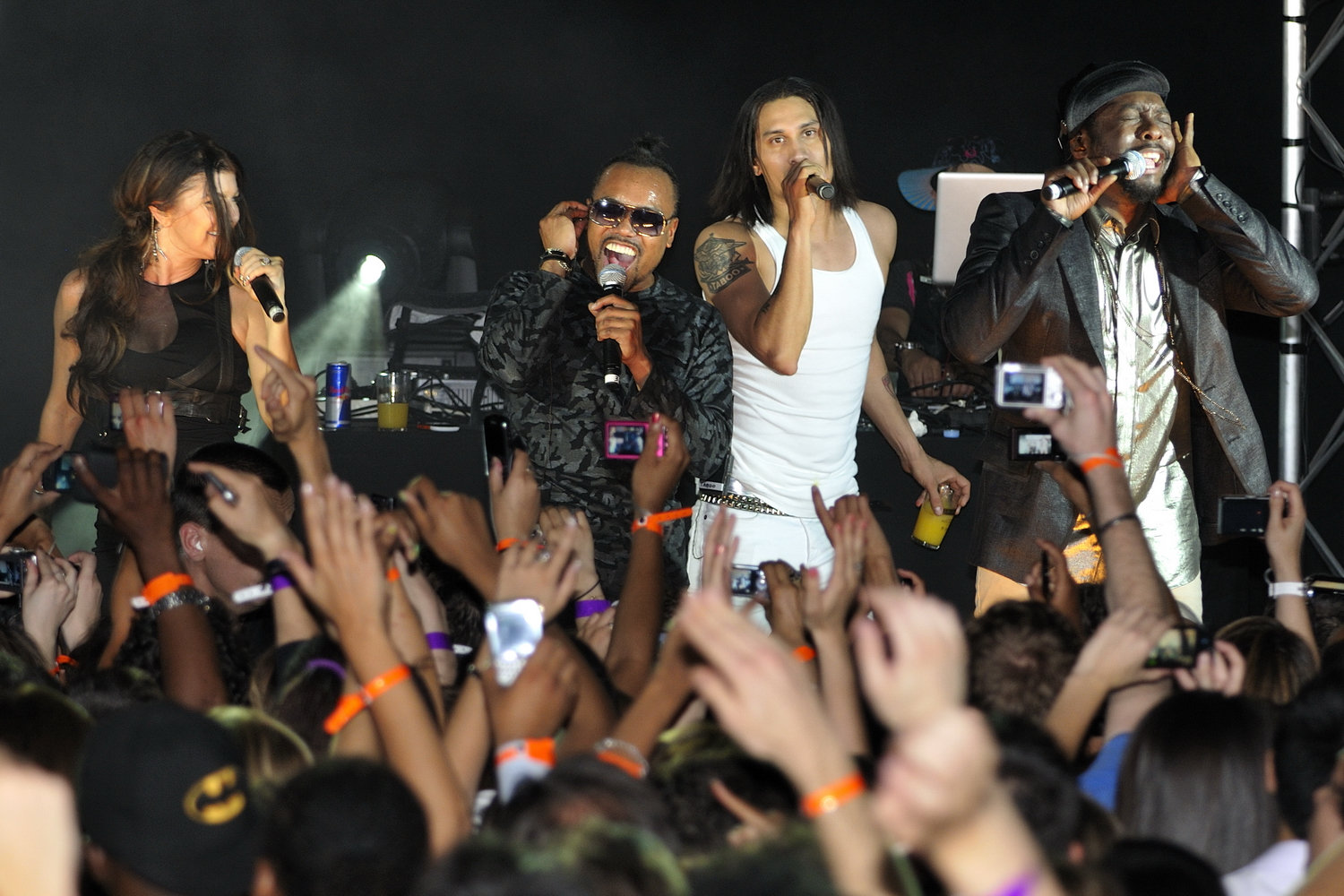
The Black Eyed Peas w Paryżu podczas The E.N.D. World Tour.

Piąta studyjna płyta zatytułowana The E.N.D, ukazała się 9 czerwca 2009. Pierwszy singiel „Boom Boom Pow” został rozesłany do rozgłośni radiowych w USA 10 marca 2009, a wydano go 30 marca. Singiel sprzedał się w 465 000 plikach download w pierwszym tygodniu po cyfrowej wersji. Na listach Billboard Hot 100, Pop 100, również w Australii, Kanadzie i Wielkiej Brytanii zajmował 1. miejsce. Album „The E.N.D” utrzymany jest w klimacie muzyki rapowo-elektronicznej. W pierwszym tygodniu sprzedał się w 304 000 egzemplarzy i zadebiutował na 1. miejscu na Billboard 200. Spędził 38 tygodni w Top 10 na liście Billboard 200. Był najlepiej sprzedającym się krążkiem w roku 2009.
Drugi singel „I Gotta Feeling”, wyprodukowany przez Davida Guettę, wspiął się na 1. pozycję w USA, zastępując „Boom Boom Pow”, który spadł na 2. W Hot 100 znalazł się na 2. pozycji. 8 września 2009, zespół wystąpił na żywo w „Oprah Winfrey Show Season 24 Kickoff Party”, na Michigan Avenue w Chicago. Pod koniec września zespół rozpoczął światową trasę koncertową „The E.N.D. World Tour”, która odbyła się w Japonii, Tajlandii, Malezji, Australii i Nowej Zelandii. „Meet Me Halfway” – trzeci singiel z albumu, zajął 1. miejsce w Wielkiej Brytanii i Australii, oraz 7. na Billboard Hot 100. Zespół wystąpił w American Music Awards, z piosenkami „Meet Me Halfway” i „Boom Boom Pow”. Wygrał dwie nominacje w kategorii „Favorite Rock/Pop Group” (Ulubiona grupa pop/rock) i „Favorite R&B/Soul Group” (Ulubiona R&B grupa solowa).
Kolejne single z płyty także świetnie sobie poradziły. „Imma Be” osiągnęła 1. pozycję na liście Billboard Hot 100 w ciągu dwóch tygodni, a „Rock That Body” 9. na Billboard Hot 100. 31 stycznia 2010 zespół wystąpił z piosenkami „Imma Be” i „I Gotta Feeling”, i zdobył trzy nagrody Grammy, w tym nominację w kategorii „Best Pop Vocal Album for The E.N.D” (Najlepszy album), „Best Pop Vocal Performance by a Group for „I Gotta Feeling” (Najlepsza piosenka) i „Best Short Form Video for „Boom Boom Pow” (Najlepszy film krótkometrażowy). W międzyczasie zespół wydał dwa promo single „Missing You” i „Alive”.
10 czerwca Black Eyed Peas wykonywali na żywo „Where Is the Love?”, „Pump It”, „Meet Me Halfway”, „Boom Boom Pow” i „I Gotta Feeling” podczas 2010 FIFA World Cup w Południowej Afryce. Na koncercie było ponad 700 tysięcy fanów, co uczyniło go największym wydarzeniem roku. 30 lipca wykonali „Boom Boom Pow”, „Rock That Body” i „I Gotta Feeling” w Central Parku w ramach serii koncertów letnich „Good Morning America’s”. W 2009 roku zespół założył fundację „Peapod Foundation” pomagającą biednym dzieciom i osobom biednym, które nie mogą spłacić kredytów lub długów.
6 czerwca zespół w wywiadzie dla „The Big Issue” potwierdził, że pracuje nad nowym albumem. Album został opisany jako sequel poprzedniej płyty „The E.N.D”. Will.i.am ogłosił, że nowy krążek który „symbolizuje wzrost, nowych początków, i rozpoczyna nowe, świeże perspektywy”, będzie zatytułowany The Beginning i wydany zostanie oficjalnie 30 listopada 2010 roku. Krążek został zapowiedziany w komunikacie prasowym 26 października roku. Pierwszy singiel z płyty „The Time (The Dirty Bit)”, wydany został w listopadzie. Premiera wersji radiowej miała miejsce w Stanach Zjednoczonych 16 listopada. Piosenka zawiera sampel utworu z 1987, zatytułowanego „(I’ve Had) The Time of My Life”, z filmu Dirty Dancing. Przed premierą albumu, dwie piosenki „Do It Like This” i „Light Up the Night” zostały wydane jako single promocyjne.
Na początku lutego 2011, zespół wyruszył w trasę koncertową promującą płytę, The Beginning Massive Stadium Tour. Drugi singiel „Just Can’t Get Enough” zajął 1. miejsce na listach przebojów we Francji i Polsce. „Don’t Stop the Party”, do którego teledysk powstał w Brazylii, zajął 3. pozycję we Francji, i piątą w Polsce. Po zakończeniu trasy koncertowej The Beginning Massive Stadium Tour w listopadzie 2011 roku zespół zawiesił działalność.

### 2015–2018:Odejście Fergie, dołączenie J. Rey Soul i Masters of the Sun
Podczas wywiadu z NRJ, will.i.am, mówiąc o swoim solowym albumie, potwierdził również, że Black Eyed Peas rozpocznie sesje nagraniowe siódmego albumu w 2015 roku. W innym wywiadzie powiedział, że zespół reaktywuje się w tym samym roku z okazji 20-lecia. W dwudziestą rocznicę debiutu grupa zaprezentowała za pośrednictwem Apple Music nową piosenkę zatytułowaną „Yesterday”. W nagraniu utworu nie uczestniczyła Fergie. 31 sierpnia 2016 roku Black Eyed Peas wydało nową wersję swojej piosenki „Where Is the Love?”. Piosenka nosi tytuł „Where’s the Love?”, a towarzyszące jej wideo przedstawia wszystkich czterech członków grupy, will.i.am, Fergie, apl.de.ap i Taboo, oraz wielu innych popularnych artystów, takich jak Justin Timberlake, DJ Khaled oraz Jessie J. 3 czerwca 2017 roku zespół wystąpił podczas ceremonii otwarcia finału Ligi Mistrzów UEFA 2017 na Millennium Stadium w Cardiff.
2 czerwca 2017 na stronie magazynu Billboard pojawiła się informacja, że Fergie odchodzi z zespołu. Will.i.am początkowo zdementował te informację, ale ogłosił, że zrobiła sobie przerwę od grupy, aby pracować nad swoim drugim solowym albumem Double Dutchess, podczas gdy pozostali członkowie pracowali nad kolejnym krążkiem.
9 stycznia 2018 roku Black Eyed Peas wydali swój pierwszy singiel bez Fergie, zatytułowany „Street Livin”, a 18 lutego will.i.am potwierdził, że Fergie nie pojawi się na siódmym albumie studyjnym grupy. Następnego dnia była finalistka pierwszego sezonu The Voice of the Philippines oraz członkini zespołu Apl.de.ap Jessica Reynoso (pod pseudonimem J. Rey Soul) dołączyła do grupy jako wokalistka i „półoficjalna” członkini. 17 maja 2018 roku zespół wydał singiel zatytułowany „Ring the Alarm”, który jest pierwszym utworem zwiastującym nowy album. Kolejnymi singlami zostały utwory „Constant pt.1 pt.2” oraz wydany 12 września „Big Love”. Ich siódmy album studyjny, Masters of the Sun Vol. 1, został wydany 26 października. Jest to pierwszy krążek od czasu wydania albumu The Beginning w 2010 roku oraz pierwszy nagrany jako trio, bez Fergie. Album jest uważany za kontynuację krążka Bridging the Gap.

### 2019–2021:Translation
W 2019 roku grupa podpisała umowę z nową wytwórnią Epic Records. 11 października tego samego roku BEP wydał singel „Ritmo (Bad Boys for Life)”, pochodzący ze ścieżki dźwiękowej do filmu Bad Boys for Life. W utworze wykorzystano sample z singla „The Rhythm of the Night” włoskiej grupy Corona. „Ritmo” osiągnął 26 pozycję w notowaniu Hot 100.
10 kwietnia 2020 roku grupa wydała singiel „Mamacita”, w którym wystąpiła J. Rey Soul wraz z raperem Ozuną. 11 czerwca 2020 roku zespół ujawnił listę utworów i tytuł albumu, który będzie nosił nazwę Translation, a jego premiera nastąpi 19 czerwca. Promując album, will.i.am powiedział, że Fergie wycofała się z grupy, ponieważ chciała poświęcić więcej czasu swojej roli matki.
Nowa wokalistka grupy Jessica Reynoso wcześniej gościnnie śpiewała w utworze „Stronger” DJ-a Lemon Fight wydanym przez wytwórnię NoCopyrightSounds (NCS).

### Od 2022:Elevation
W listopadzie 2022 wydali album pt. Elevation oraz wystąpili podczas ceremonii otwarcia Mistrzostw Świata w Piłce Nożnej 2022 w Katarze.

## Skład zespołu
- William James Adams (will.i.am)
- Jaime Luis Gomez (Taboo)
- Allen Pineda-Lindo (apl.de.ap)
- Jessica Reynoso

## Muzycy koncertowi
- George Pajon jr. – gitara
- Printz Board – gitara basowa, keyboard
- Keith Harris – perkusja
- Tim Orindgreff (Izo) – saksofon, flet

## Dyskografia

### Albumy
- Grass Roots – 1992 jako zespół Atban Klann
- Behind the Front – 1998
- Bridging the Gap – 2000
- Elephunk – 2003
- Monkey Business – 2005
- Renegotiations: The Remixes – 2006
- The E.N.D – 2009
- The Beginning – 2010
- Masters of the Sun Vol. 1 – 2018
- Translation – 2020
- Elevation – 2022

## Trasy koncertowe
- Monkey Business Tour – 2005–2006
- Honda Civic Tour – 2006
- Black Blue & You Tour – 2007
- The E.N.D. World Tour – 2009–2010
- The Beginning Massive Stadium Tour – 2011
- Masters of The Sun Tour – 2018

## Nagrody i nominacje
Zespół zdobył 80 nagród i 116 nominacji. Wygrał 7 Nagród Grammy (z 15 nominacji). Grupa była też nominowana do innych nagród m.in. Billboard Music Awards, Brit Awards, MTV Music Video Japan, Billboard Awards i ARIA Charts. Zespół uzyskał 7 nominacji do Grammy 2012, lecz nie wygrał w żadnej kategorii.

### Nickelodeon Kids’ Choice Awards
| Kategoria       | Nominacja       | Rok  | Wynik     |
| --------------- | --------------- | ---- | --------- |
| Ulubiony zespół | Black Eyed Peas | 2006 | Wygrana   |
| Ulubiony zespół | Black Eyed Peas | 2007 | Nominacja |
| Ulubiony zespół | Black Eyed Peas | 2010 | Wygrana   |
| Ulubiony zespół | Black Eyed Peas | 2011 | Wygrana   |
| Ulubiony zespół | Black Eyed Peas | 2012 | Nominacja |

### NRJ Music Awards
| Rok  | Nominacja         | Kategoria                    | Wynik     |
| ---- | ----------------- | ---------------------------- | --------- |
| 2006 | „Monkey Business” | Międzynarodowy album roku    | Wygrana   |
| 2006 | Black Eyed Peas   | Międzynarodowy zespół roku   | Wygrana   |
| 2007 | Black Eyed Peas   | Międzynarodowy zespół roku   | Nominacja |
| 2010 | Black Eyed Peas   | Międzynarodowy zespół roku   | Nominacja |
| 2010 | The E.N.D         | Międzynarodowy album roku    | Nominacja |
| 2010 | „I Gotta Feeling” | Międzynarodowa piosenka roku | Wygrana   |
| 2011 | Black Eyed Peas   | Międzynarodowy zespół roku   | Wygrana   |
| 2011 | Black Eyed Peas   | Koncert roku                 | Wygrana   |
| 2012 | Black Eyed Peas   | Międzynarodowy zespół roku   | Nominacja |

### Nagrody Grammy
| Kategoria                                           | Gatunek | Piosenka                    | Rok  | Wynik     |
| --------------------------------------------------- | ------- | --------------------------- | ---- | --------- |
| Najlepsze nagranie roku                             | Ogólnie | „I Gotta Feeling”           | 2010 | Nominacja |
| Album roku                                          | Ogólnie | The E.N.D.                  | 2010 | Nominacja |
| Najlepsze wykonanie piosenki przez duet lub grupę   | Pop     | „I Gotta Feeling”           | 2010 | Wygrana   |
| Najlepszy wokalny album popowy                      | Pop     | „The E.N.D.”                | 2010 | Wygrana   |
| Najlepsze krótkie video                             | Ogólnie | „Boom Boom Pow”             | 2010 | Wygrana   |
| Najlepsza piosenka wykonywana przez duet bądź grupę | Pop     | „My Humps”                  | 2007 | Wygrana   |
| Najlepszy rap wykonywany przez duet bądź grupę      | Rap     | „Don’t Phunk with My Heart” | 2006 | Wygrana   |
| Najlepsza piosenka rap                              | Rap     | „Don’t Phunk with My Heart” | 2006 | Nominacja |
| Najlepszy rap wykonywany przez duet bądź grupę      | Pop     | „Don’t Lie”                 | 2006 | Nominacja |
| Najlepsza współpraca/wykonanie pop                  | Pop     | „Gone Going”                | 2006 | Nominacja |
| Najlepsza piosenka rap                              | Rap     | „Let’s Get It Started”      | 2005 | Nominacja |
| Nagranie roku                                       | Ogólnie | „Let’s Get It Started”      | 2005 | Nominacja |
| Najlepszy rap wykonywany przez duet bądź grupę      | Rap     | „Let’s Get It Started”      | 2005 | Wygrana   |
| Nagranie roku                                       | Ogólnie | „Where Is the Love?”        | 2004 | Nominacja |
| Najlepszy rap/współpraca                            | Rap     | „Where Is the Love?”        | 2004 | Wygrana   |